# Nephrolepis muscosa
Nephrolepis muscosa là một loài dương xỉ trong họ Nephrolepidaceae. Loài này được Clute mô tả khoa học đầu tiên năm 1911.
Danh pháp khoa học của loài này chưa được làm sáng tỏ. 